# كأس المكسيك 1948-49
كأس المكسيك 1948-49 (بالإسبانية: Copa México 1948-49)‏ هو الموسم 33 من كأس المكسيك. أشرف على تنظيمه اتحاد المكسيك لكرة القدم، وكان عدد الأندية المشاركة فيه 15، وفاز فيه كلوب ليون.